# Rolando Olalia
Rolando Olalia (3 september 1934 - 13 november 1986) was een vakbondsleider in de Filipijnen. Olalia, die ook wel bekendstond als "Ka Lando", was de voorzitter van Kilusang Mayo Uno, een overkoepelende organisatie van honderden progressieve arbeiderspartijen, toen hij in 1986 werd vermoord.

## Biografie
Olalia werd geboren op 3 september 1934. Zijn vader was vakbonds- en boerenleider Felixberto Olalia sr. In de jaren 60 raakte hij net als zijn vader betrokken bij Malayan Samahan ng mga Magsasaka, een van de twee grootste boerenorganisaties van Centraal-Luzon. Hij studeerde rechten aan de Manuel L. Quezon University en behaalde daar in 1971 zijn diploma. In datzelfde jaar behaalde hij ook het toelatingsexamen voor de Filipijnse balie (bar exam).
Olalia werkte als advocaat totdat hij zich op aandrang van zijn vader "Ka Bert" weer ging inzetten voor arbeiders. Begin jaren 80 werd Olalia voorzitter van de Nationale Federatie van Vakkbonden. Na de dood van zijn vader in 1983 volgde hij hem op als voorzitter van Kilusang Mayo Uno. De organisatie groeide in die jaren flink door het falende beleid van president Ferdinand Marcos. Er werden steeds meer stakingen georganiseerd door de lage lonen. Ook werd hij voorzitter van Bagong Alyansang Makabayan. In 1986 werd hij bovendien gekozen als voorzitter van Partido ng Bayan (ook wel: People's Party).
Op 12 november 1986 verdween Olalia 's avonds laat samen met zijn chauffeur Leonardo "Ka Leonor" Alay-a, op de terugweg van een vakbondsbijeenkomst. De dag erna werden hun ernstig verminkte lichamen teruggevonden in Antipolo in de provincie Rizal. Omdat Olalia enkele dagen voor zijn dood had gewaarschuwd dat een couppoging tegen de regering-Aquino zou leiden tot grootschalige stakingen en kort daarna het zogenaamde "God save de Queen" coupplot werd onthuld dachten veel Filipino's de moorden gelinkt waren aan de couppoging. De daders en opdrachtgevers van de moorden werden nooit gepakt.
De begrafenis van Olalia en Alay-ay op 21 november 1986 trok bijna een miljoen mensen, die met rode vlaggen achter de doodskisten van de twee mannen liepen.